# Menzel Bourguiba
Menzel Bourguiba este un oraș în Guvernoratul Bizerte, Tunisia.